# Strijd om Helchteren
De strijd om Helchteren vond plaats tussen 8 en 10 september 1944 langs de Hondsstraat (de huidige Kazernelaan) en in het gehucht Sonnis. Tanks en infanterie van de Welsh Guards en de Irish Guards vochten er een verbeten strijd uit met Duitse parachutisten of Fallschirmjäger behorende tot Kampfgruppe Hübner of Fallschirmjäger-Regiment Hübner (het latere Fallschimjäger-Regiment 24 of FJR24).
Helchteren (Houthalen-Helchteren) ligt bij het Albertkanaal. Op 6 september slaagden Britse troepen van de Guards Pantserdivisie om in Beringen het Albertkanaal over te steken. De slechts gedeeltelijk vernielde brug over het Albertkanaal werd door Duitse troepen zwak verdedigd. Duitse versterkingen (Fallschirmjäger) waren weliswaar onderweg vanuit Roermond, maar bereikten het Albertkanaal ter hoogte van Beringen te laat. Op 7 september bezetten Britse troepen het centrum van Helchteren. Verderop in Hechtel stoten ze op hevige weerstand van Fallschirmjäger van Kampfgruppe Grassmel, die erin slaagden om tijdig het kruispunt in Hechtel-Eksel te bezetten en zo de Britse opmars een tijdelijke halt toe te roepen. De kruispunten in Helchteren en in Hechtel liggen op de weg van Hasselt naar Eindhoven en waren belangrijk voor een verdere opmars van het Britse leger richting het Maas-Scheldekanaal.

## Verloop van de strijd
In tegenstelling tot in Hechtel-Eksel kwamen de Duitse versterkingen, die vanuit Roermond onderweg waren naar Helchteren, te laat om het kruispunt in Helchteren te bezetten. Op 8 september bereikte het 2e Bataljon van Kampfgruppe Hübner het gehucht Sonnis in het oosten van Helchteren. Via greppels langs weerszijden van de Hondsstraat rukten ze op richting het centrum van Helchteren. De Duitse troepen werden vervolgens vanuit een windmolen beschoten door een overmoedige Belgische verzetsstrijder. Door deze actie waren de Britse troepen in het centrum van Helchteren gewaarschuwd over de nakende aanval, maar met ernstige consequenties voor enkele inwoners van het gehucht Sonnis. Duitse parachutisten doodden er verschillende onschuldige burgers.
De Duitse troepen slaagden er niet in om op 8 september het centrum van Helchteren te veroveren en de strijd ging zich vervolgens focussen op het oostelijk deel van het dorp. Duitse Fallschirmjäger stonden er tegenover een overmacht aan Britse tanks en infanterie. De parachutisten van het 2e Bataljon, onder bevel van Hauptmann Hans Lipp, groeven zich noodgedwongen in langs weerszijden van de Hondsstraat. Verschillende Britse tankaanvallen werden afgeslagen met behulp van Panzerfausten en de inzet van een Pantserafweerkanon (PaK). Op 10 september zetten de Irish Guards een grootschalige aanval in op het oosten van Helchteren, uitgevoerd door een combinatie van tanks en infanterie. De schuttersputten van de Fallschirmjäger werden met handgranaten bestookt en dichtgereden met tanks. Rond 18:00 sneuvelde de bevelhebber van het 2e Bataljon, Hauptmann Lipp, samen met Oberleutnant Schanno, ter hoogte van de 8 Septemberstraat. De Duitse troepen trokken zich terug richting Meeuwen en Bree. Na de gevechten in Helchteren bleef er nog maar weinig over van het 2e Bataljon van het Hübner-regiment. De meeste soldaten van de 5e, 6e, 7e en 8e compagnie waren gedood, gewond of krijgsgevangen gemaakt.

## Gesneuvelden
De gesneuvelde Duitse soldaten liggen begraven op de Duitse militaire begraafplaats in Lommel. Verschillende Fallschirmjäger van het 2e Bataljon Kampfgruppe Hübner (FJR24) zijn nog steeds vermist. Op 2 en 3 oktober 2019 werden de stoffelijke resten van een Fallschirmjäger door archeologen opgegraven in een tuin langs de Kazernelaan in Houthalen-Helchteren. De soldaat, met de graad van Obergefreiter, bevond zich in een bedolven schutterskuil. Doordat het identiteitsplaatje (Erkennungsmarke) niet meer bewaard was in de zurige zandige bodem konden de stoffelijke resten van de Duitse soldaat (nog) niet worden geïdentificeerd.